# Chinese frankolijn
De Chinese frankolijn (Francolinus pintadeanus) is een vogel uit de familie fazantachtigen (Phasianidae). De wetenschappelijke naam van de soort is voor het eerst geldig gepubliceerd in 1786 door Scopoli.

## Voorkomen
De soort komt voor in Zuidoost-Azië en telt twee ondersoorten:
- F. p. phayrei: van noordoostelijk India tot zuidelijk China en Indochina.
- F. p. pintadeanus: zuidoostelijk China.

## Beschermingsstatus
Op de Rode Lijst van de IUCN heeft de soort de status niet bedreigd.